# Linia kolejowa Laurila – Kelloselkä
Linia kolejowa Laurila – Kelloselkä – linia kolejowa w północnej Finlandii, łącząca stację kolejową Laurila w gminie Keminmaa z wsią Kelloselkä w gminie Salla. Przebiega m.in. przez Rovaniemi i Kemijärvi. Na odcinku Laurila – Isokylä/Patokangas (niedaleko Kemijärvi) zelektryfikowana. Na odcinku od Isokylä do Kelloselkä nieużywana od 2012 roku.

## Historia
Linia powstawała w odcinkach:
- Laurila – Rovaniemi (107 km, otwarta 16.10.1909)
- Rovaniemi – Kemijärvi (83 km, otwarta 1 września 1934)
- Kemijärvi – Kelloselkä (79 km, otwarta 1 listopada 1942)

W przeszłości linia biegła dalej, do granicy fińsko-radzieckiej, a następnie do Kandałakszy na linii kolejowej z Petersburga do Murmańska. Wybudowanie tego odcinka było warunkiem ustalonym w traktacie moskiewskim z 1940 roku, kończącym wojnę zimową pomiędzy Finlandią a ZSRR.
W 2004 zakończono elektryfikację na odcinku z Oulu do Rovaniemi (w tym Laurila – Rovaniemi).
W 2010 roku VR Cargo wstrzymało transport drewna na odcinku Salla – Kemijärvi ze względu na bardzo niską ilość przewożonego towaru (30 – 40 tys. m³ w porównaniu do 200 tys. m³ w najlepszych latach). W 2012 ogłoszono zamknięcie odcinka.
W 2014 roku zakończono elektryfikację odcinka Rovaniemi – Kemijärvi.
W 2017 roku zelektryfikowano odcinki Kemijärvi – Isokylä oraz Isokylä – Patokangas, w związku z otwarciem terminala w Patokangas. Terminal jest wykorzystywany przez przemysł drzewny oraz finśką armię.

## Ruch pasażerski
Ruch pasażerski odbywa się na zelektryfikowanym odcinku Laurila – Kemijärvi. W 2019 roku pomiędzy Rovaniemi a Kemijärvi przewieziono 25 tys. pasażerów. VR obsługuje na linii m.in. dalekobieżne bezpośrednie połączenia Kemijärvi – Helsinki.